# Празеодимтримагний
Празеодимтримагний — бинарное неорганическое соединение,
празеодима и магния
с формулой Mg3Pr,
кристаллы.

## Получение
- Сплавление стехиометрических количеств чистых веществ:

{\displaystyle {\mathsf {Pr+3Mg\ {\xrightarrow {798^{o}C}}\ Mg_{3}Pr}}}

## Физические свойства
Празеодимтримагний образует кристаллы
кубической сингонии,
пространственная группа F m3m,
параметры ячейки a = 0,7430 нм, Z = 4,
структура типа трифторид висмута BiF3
.
Соединение конгруэнтно плавится при температуре 798°C.